# Paradise Lost (альбом гурту Symphony X)
Paradise Lost — музичний альбом гурту Symphony X. Виданий 26 червня 2007 року лейблом InsideOut Music. Загальна тривалість композицій становить 61:06. Альбом відносять до напрямку прогресивний метал.
За основну концепцію альбому була вибрана однойменна епічна поема  Джона Мільтона «Втрачений рай» про обурення ангелів, що відпали від Бога і про падіння людини. Велике значення «Втраченого Раю» — в психологічній картині боротьби неба і пекла, а також у грандіозному образі сатани, якого жага вседозволеності і свободи довела до відступлення від Бога.

## Список пісень
1. «Oculus ex Inferni» — 2:34
2. «Set the World on Fire (The Lie of Lies)» — 5:55
3. «Domination» — 6:29
4. «The Serpent's Kiss» — 5:03
5. «Paradise Lost» — 6:32
6. «Eve of Seduction» — 5:04
7. «The Walls of Babylon» — 8:16
8. «Seven» — 7:01
9. «The Sacrifice» — 4:49
10. «Revelation (Divus Pennae ex Tragoedia)» — 9:17